# Gérard Jouannest

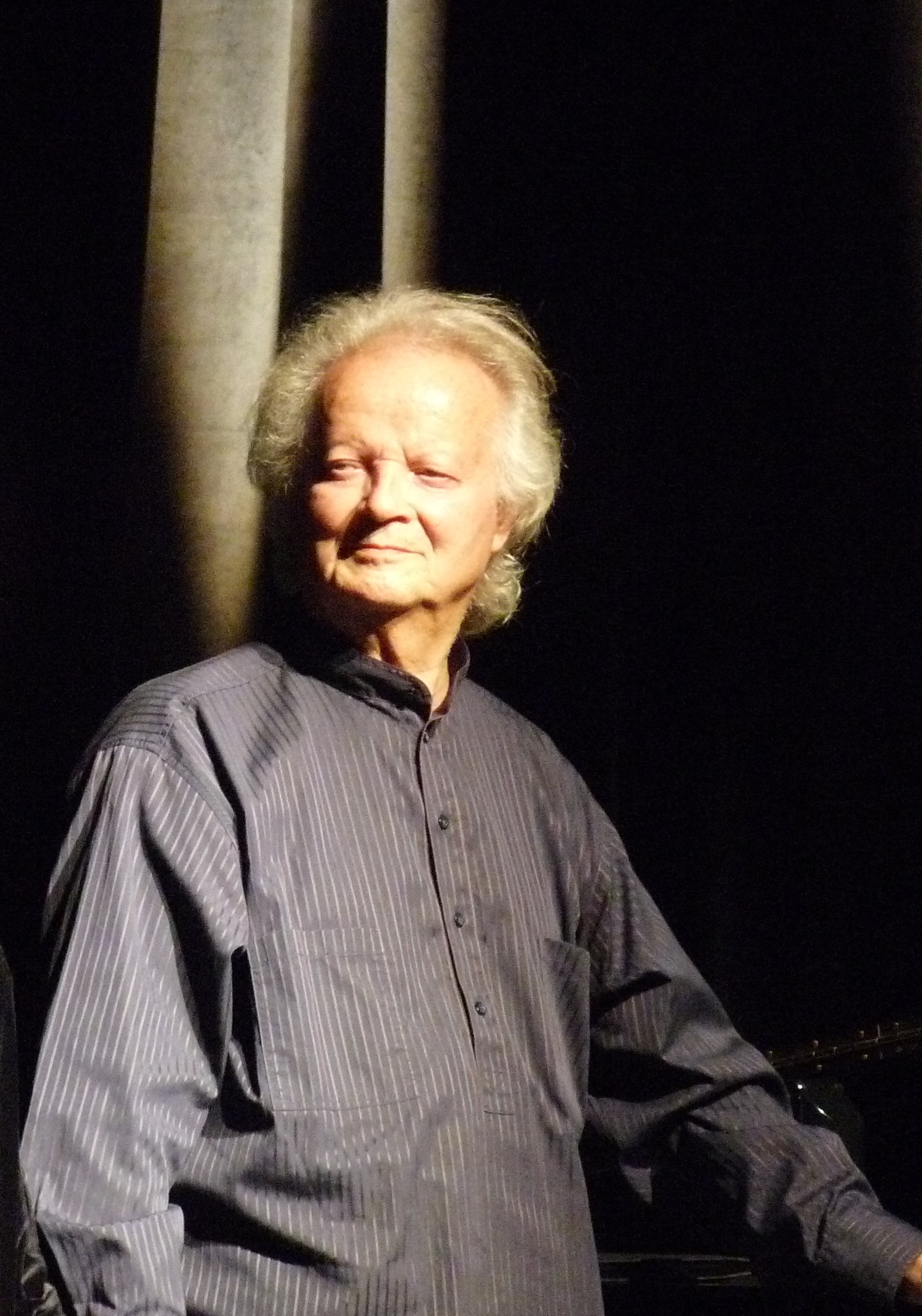
Gérard Jouannest im Oktober 2011

Gérard Jouannest (* 2. Mai 1933 in Vanves, Frankreich; † 16. Mai 2018 in Ramatuelle) war ein französischer Pianist, Komponist und Arrangeur. Bekannt wurde er insbesondere durch die Zusammenarbeit mit Jacques Brel und Juliette Gréco, für die er zahlreiche Chansons komponierte und arrangierte.

## Leben
Jouannest studierte am Conservatoire de Paris in der Klasse von Yvonne Lefébure und schloss mit dem Premier Prix de Piano ab. Er bewarb sich auf die Stelle eines Lehrers am Konservatorium von Besançon, doch zwei Tage vor der Prüfung starb Jouannests Vater an einem Herzinfarkt. Der Sohn legte die Prüfung nicht ab und wechselte stattdessen ins Showbusiness.
Dort begleitete er die Trois Ménestrels am Klavier, was laut Olivier Todd „nicht gerade als der Höhepunkt seiner Musikerkarriere betrachtet werden kann“, als er im Dezember 1958 in Jacques Canettis Théâtre des Trois Baudets zum ersten Mal mit Jacques Brel zusammentraf. Dessen Pianist François Rauber war ausgefallen, Jouannest sprang ein und wurde in der Folge zum ständigen Pianisten Brels. Er komponierte und arrangierte für Brel zahlreiche Chansons, wobei viele in enger Zusammenarbeit zwischen Brels Texten und Jouannests musikalischen Ideen entstanden. Ein solches Gemeinschaftswerk ist auch das bekannte Chanson Ne me quitte pas, das allerdings unter Brels alleinigem Namen registriert wurde, da Jouannest zu diesem Zeitpunkt noch nicht in der französischen Verwertungsgesellschaft SACEM eingeschrieben war. Erst On n’oublie rien wurde offiziell als erste Gemeinschaftsarbeit Brels mit Jouannest angemeldet.

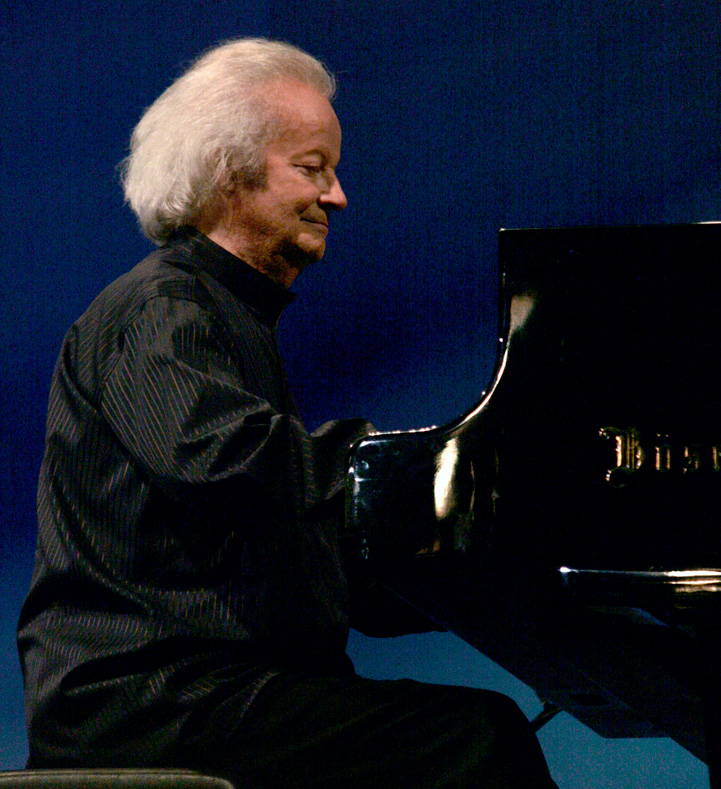
Gérard Jouannest auf den Wiener Festwochen 2009

Unter anderem schrieb Jouannest die Musik zu La chanson de Jacky, Les prénoms de Paris, Mathilde, Le cheval, Les biches, Les désespérés sowie in Zusammenarbeit mit Brel zu J’arrive, Fernand, Bruxelles, La chanson des vieux amants, Marieke und mit der weiteren Unterstützung des Akkordeonisten Jean Corti zu Madeleine, Les toros und Les vieux. Für eine vollständige Auflistung seiner Mitarbeit an Brels Chansons siehe die Liste der Chansons und Veröffentlichungen von Jacques Brel.
Zur ersten Zusammenarbeit mit Juliette Gréco kam es 1968, dem Jahr, in dem Brel seine vorerst letzte Platte veröffentlichte. Jouannests Kollege Rauber bat ihn, Grécos ausgefallenen Pianisten zu vertreten. Zum gleichen Zeitpunkt sagte Barbara eine geplante Tournee ab, bei der Jouannest sie hätte begleiten sollen. Seither war Jouannest der ständige musikalische Begleiter Juliette Grécos und komponierte den Großteil ihrer Chansons. Im Jahr 1989 heirateten die Chansonnière und ihr Pianist. Für Gréco schrieb Jouannest unter anderem die Musik zu Mon fils chante, Vivre, Les années d’autrefois, Un jour d’été und C’était un train de nuit.
Ab 2006 arbeitete Jouannest auch mit dem Rapper Abd al Malik. Im Jahr 2009 veröffentlichte Angela Clouzet eine Biografie über Jouannest unter dem Titel De Brel à Gréco (deutsch: Von Brel zu Gréco). Zu diesem Zeitpunkt hatte Jouannest in seiner Karriere über 250 Musikstücke geschrieben.